# Iridium
Cet article concerne l'élément chimique, le corps simple et les composés de combinaison. Pour les autres significations, voir Iridium (homonymie).
L'iridium est l'élément chimique de numéro atomique 77, de symbole Ir.

## Généralité sur l'élément et histoire
L'élément est considéré, du fait de son corps simple, comme un platinoïde, dans la famille des métaux de transition.

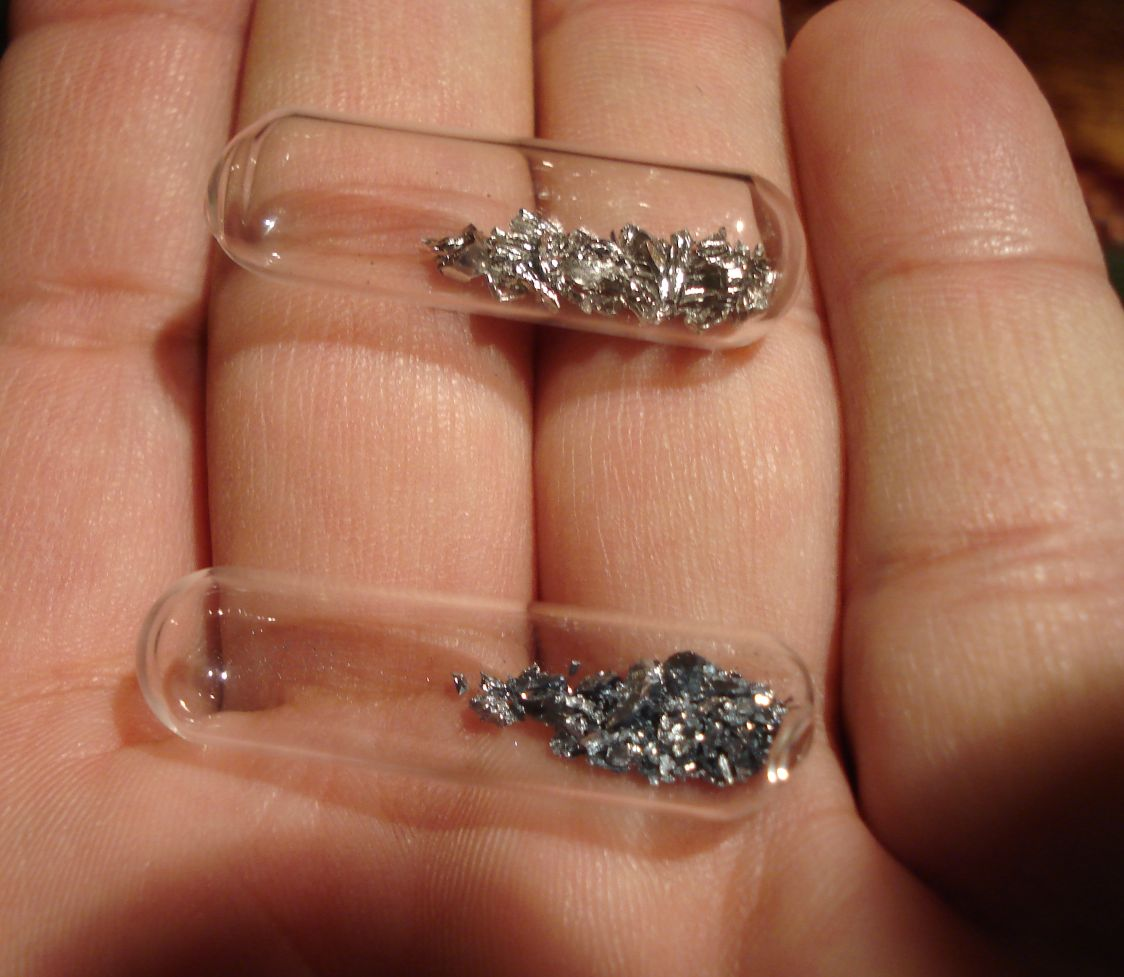
Deux ampoules scellées, l'une en haut contenant le corps simple métal iridium (blanc argenté jaunâtre) et l'autre en bas l'osmium (gris bleuté).

L'iridium a été découvert en 1803 par Smithson Tennant à Londres, Angleterre, en même temps que l'osmium dans les résidus (osmiure d'iridium) de la dissolution du platine et des minerais de platine dans de l'eau régale. Pour récupérer le platinoïde osmium, le procédé de l'époque avait utilisé l'oxydation au creuset de grand feu, de façon à obtenir une matière pulvérulente, attaquable par l'eau régale à l'ébullition, puis l'addition d'ammoniaque avait permis de libérer par évaporation jusqu'à sec l'acide osmique ou le tétroxyde d'osmium.
Le dernier résidu expurgé de l'essentiel de l'osmium contient alors des composés d'iridium, et accessoirement de rhodium et de ruthénium. Repris par de l'eau chaude, il forme une « liqueur jaune ». L'ajout du sel d'ammoniac, chlorure d'ammonium naturel ou salmiac en excès permet de précipiter un « métal platinoïde » sous forme de chlorure. En réalité, l'essentiel du rhodium reste en solution, alors que l'iridium et le ruthénium éventuel, voire les restes de platine et de rhodium, précipitent sous forme de doubles chlorures. Le précipité est réduit au rouge par un balayage de gaz dihydrogène. L'éponge de métalloïde est fondue avec du plomb. Le plomb fondu solubilise les traces de rhodium et de platine. L'iridium et le ruthénium cristallisent sous forme de cristaux bien visibles, et normalement différents par leur structure cristalline malgré l'existence d'alliages possibles. Les cristaux métalliques peuvent être chauffés au creuset d'argent avec un mélange d'alcalis fondus, à base de potasse KOH et de nitrate de potassium ou nitre KNO3. Le lavage à l'eau permet de dissoudre le ruthéniate de potassium jaune et de ne garder que l'oxyde d'iridium comme résultat de la préparation. Une réduction rapide par exemple un balayage de gaz dihydrogène permet d'obtenir de l'iridium purifié.
Son nom vient du latin iris signifiant « arc-en-ciel », à cause de ses composés qui sont très colorés. Le terme gréco-latin ou anglais savant iridium n'apparaît en français qu'en 1805, dans les rapports descriptifs des Annales de Chimie.
Un alliage de 10 % d'iridium et de 90 % de platine a été utilisé comme matériau pour les étalons du mètre et du kilogramme, conservés par le Bureau international des poids et mesures à Sèvres, près de Paris, France.
L'adjectif iridié qualifie une matière quelconque, mais le plus souvent un alliage métallique, qui contient de l'iridium en quantité non négligeable, par exemple le platine iridié (évoqué ci-dessus) ou encore l'awaruite iridiée.

## Isotopes
L'iridium naturel est composé de deux isotopes observés stables, 191Ir (37,3 %) et 193Ir (62,7 %).
On connaît 37 radioisotopes de l'iridium, avec des nombres de masse allant de 164 à 202.
- Le plus stable est 192Ir avec une demi-vie de 73,827 jours et une énergie moyenne de 380 keV[Quoi ?]. Il se désintègre en 192Pt, essentiellement.
- Trois autres ont une demi-vie dépassant un jour : 188Ir, 189Ir et 190Ir.
- Les isotopes dont le nombre de masse est inférieur à 191 se désintègrent par une combinaison de désintégrations β+, α et (plus rarement) p, à l'exception de 189Ir qui se désintègre par capture électronique.
- Les isotopes dont le nombre de masse est supérieur à 191 (tous synthétiques) se désintègrent par désintégration β− (192Ir se désintègre aussi, mais de façon mineure, par capture électronique).

L'isotope 192Ir est utilisé en curiethérapie.

## Occurrence naturelle
L'iridium se trouve dans la nature sous forme d'iridium natif, parfois comme composant notable du platine natif ou l'osmium natif.

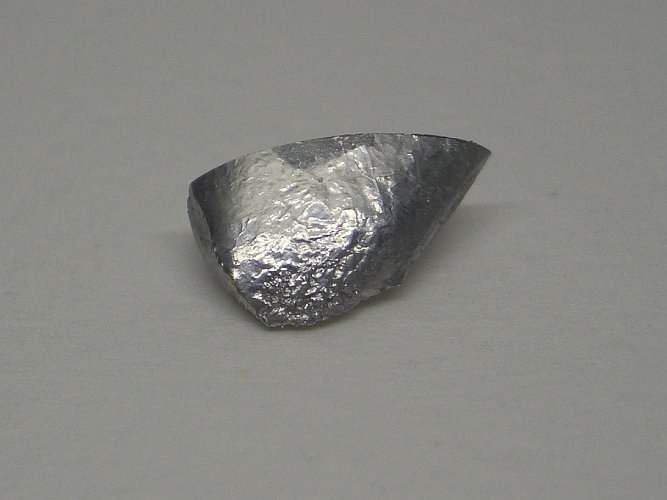
Un morceau de métal iridium, blanc argent, chimiquement purifié, très semblable à du platine natif.

Parmi les alliages naturels, avec divers platinoïdes et d'autres métaux de la même famille, les plus connus avec l'osmium, sont l'iridosmine et l'osmiridium. Les mélanges isomorphes d'iridium et d'osmium avec d'autres platinoïdes constituent la principale matière première de ces deux métaux.
Il figure en quantité non négligeable dans les gisements secondaires d'or natif et de platine natif.
De nature sidérophile, il est très rare, voire souvent quasiment absent de la surface de la Terre avec un clarke de l'ordre de 0,001 g/t ou 0,001 ppm dans la croûte terrestre.
Mais il n'est pas absent des météorites métalliques, type météorite de fer. La présence d'iridium à la limite des couches géologiques Crétacé-Tertiaire est un élément essentiel appuyant la théorie d'un impact météoritique (peut-être celui du cratère de Chicxulub) à l'origine de l'extinction du Crétacé, dont celle des dinosaures non aviens.
La limite K-T, marquant la frontière temporelle entre les ères du secondaire (période du Crétacé) et du tertiaire (période du Paléogène), a été identifiée par une fine strate d'argile riche en iridium. 

Selon de nombreux scientifiques, tels que les Américains Luis Alvarez et son fils, Walter, qui sont à l'origine de la théorie de l'extinction des dinosaures provoquée par une collision entre la Terre et un astéroïde géant, cet iridium a une origine extraterrestre, apporté par un astéroïde ou une comète qui aurait frappé la Terre près de ce qui est maintenant la péninsule du Yucatan, au Mexique. 

Selon d’autres, tels que Dewey M. McLean du Virginia Polytechnic Institute, cet iridium a une origine volcanique. En effet, le noyau terrestre en est riche, et le piton de la Fournaise de La Réunion par exemple en relâche encore aujourd'hui.
Il est récupéré commercialement comme un sous-produit des mines de nickel.

## Corps simple, chimie de l'élément Ir et ses combinaisons

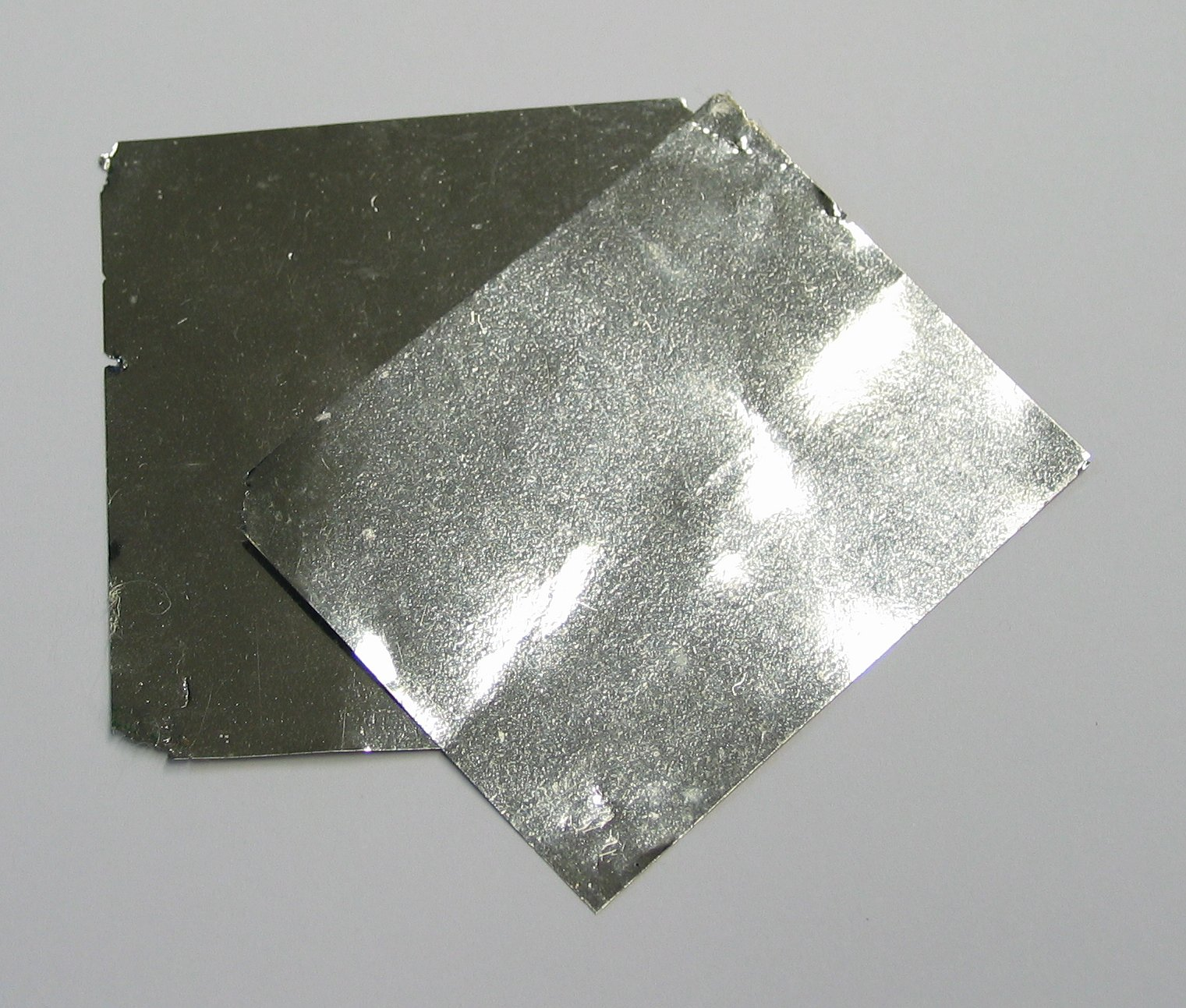
« Feuilles » d'iridium à grande réflectance lumineuse.

Le corps simple est un métal lourd qualifié de platinoïde pour son analogie avec le platine. Il est dur, dense, cassant et d'aspect blanc argenté ou blanc grisâtre à lustre métallique. Il est très résistant à la corrosion. La réflectance lumineuse de ce métal pur n'est dépassée que par celle de l'argent.

### Caractéristiques physiques et chimiques du corps simple
L'iridium ressemble surtout au rhodium blanc et au platine blanc très brillant, sans être toutefois malléable. Il s'en distingue avec une légère touche jaunâtre ou grisâtre. Il s'agit d'un cristal cubique compact, type cubique à faces centrées, ce qui explique pourquoi l’iridium a une densité très élevée : il est le 2e plus dense corps simple (naturel) après l'osmium. Sa densité est de 22,56.
Du fait de sa dureté et son inélasticité, quoique certains échantillons d'iridium natifs, légèrement alliés, soient relativement malléables, il est difficile à usiner, à mettre en forme ou à travailler. Le point de fusion est très élevé, bien plus que celui du platine, au-delà de 2 400 °C. Il fond au chalumeau oxyhydrique. Il roche à l'instar du platine.

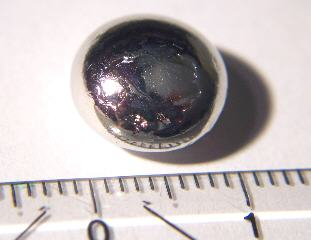
Pastille de métal iridium, d'environ 8 g.

La plage liquide est importante, couvrant presque 2 000 °C car il ne bout qu'au-delà de 4 400 °C.
L'iridium est un des métaux connus les plus résistants à la corrosion. Il est très peu réactif chimiquement, il n'est nullement attaqué par l'ozone à température ambiante. Bien plus que l'osmium, il peut en un sens large être qualifié de métal réfractaire. Ses alliages avec le platine sont très peu sensibles aux déformations thermiques. Les alliages avec le platine et le palladium sont d'une dureté remarquable.
Il est insoluble dans l'eau. Il ne peut être attaqué par les acides forts ni les bases fortes à l'état compact comme à l'état divisé. Sous forme fissurée (plus lentement sous forme compacte) et surtout de poudre fine facilement obtenue par broyage, il est soluble dans l'eau régale à chaud.
Il peut être solubilisé par des sels en fusion, tels que le chlorure de sodium (NaCl) et le cyanure de sodium (NaCN) ou encore un mélange de potasse fondue (KOH et K2CO3).
Un mélange d'iridium et de chlorure de sodium (Ir, NaCl) chauffé au rouge vif sous un courant de dichlore réagit, comme l'avait remarque Friedrich Wöhler et donne du chlorure d'iridium(II).
(Ir, NaCl)mélange porté au rouge vif + Cl2gaz  →  IrCl2 poudre colorée soluble dans l'eau (rouge foncé) + NaCl gaz

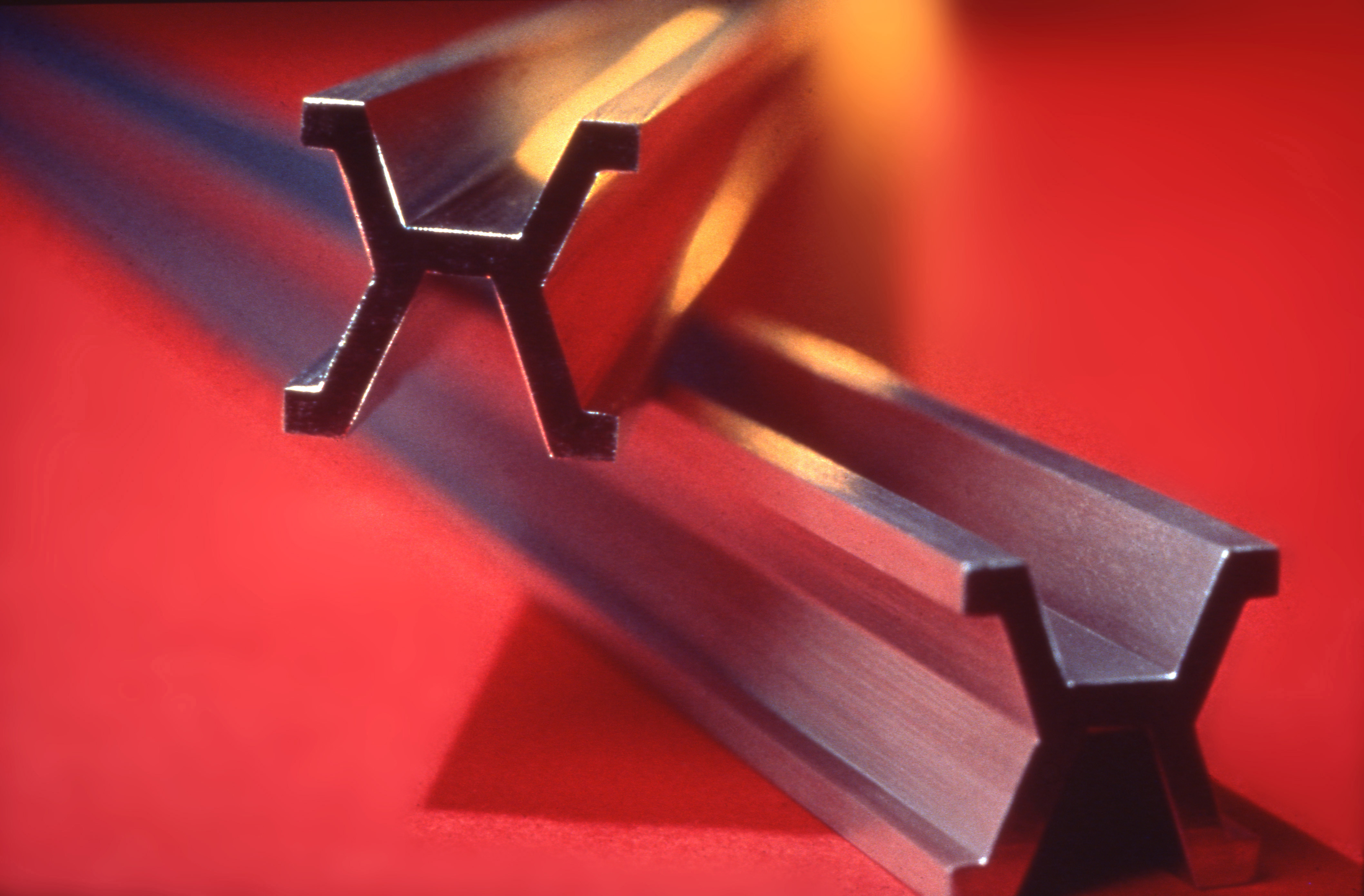
Anciens prototypes du mètre étalon en platine iridié.

### Applications du corps simple et de ses alliages
Il est utilisé dans les alliages à haute résistance et pouvant supporter de hautes températures. Parmi les éléments connus, l'iridium est le plus résistant à la corrosion.
L'iridium est utilisé dans des dispositifs devant supporter de hautes températures, dans les contacts électriques et comme agent durcissant du platine ou dans ses alliages.
L'iridium est principalement utilisé en métallurgie comme agent durcissant dans les alliages très stables de platine. Le platine iridié était la matière du mètre étalon. Il était encore, jusqu'en 2019, une mesure concrète par le prototype du kilogramme, ou kilogramme étalon.

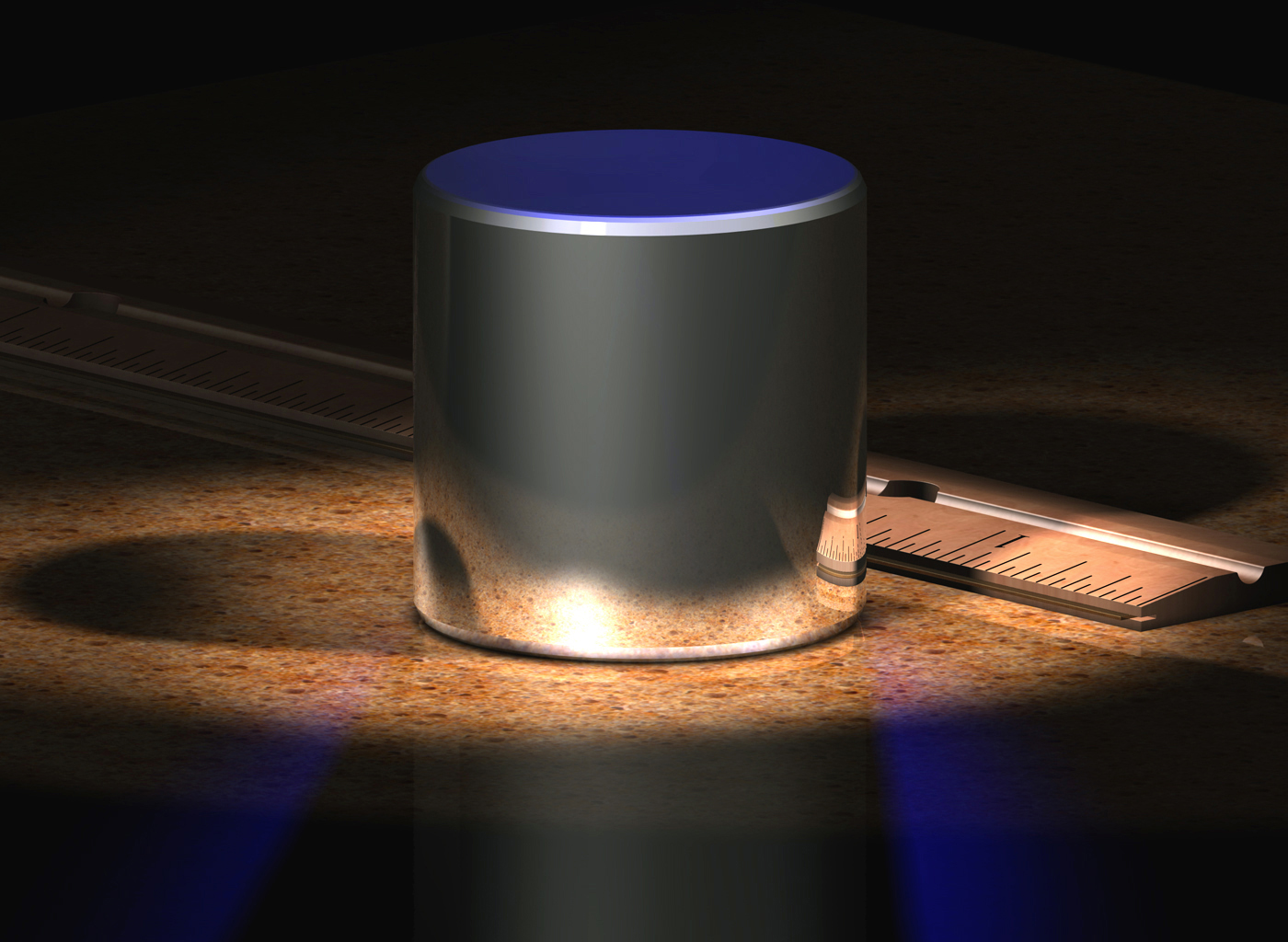
Un prototype du kilogramme étalon en Pt iridié.

Voici d'autres utilisations de l'iridium et surtout de ces divers alliages :
- les pièces et ustensiles scientifiques, comme les creusets et spatules d'analyse chimique, les aiguilles hypodermiques, les thermocouples électriques et les équipements supportant des hautes températures ;
- les contacts électriques, dont les contacteurs techniques et notamment les bougies des moteurs à allumage commandé, en particulier les électrodes de bougies de moteur d'avions.

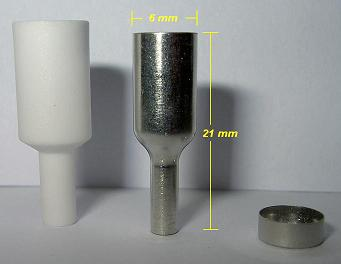
Creusets pour appareillage d'analyse thermodifférentielle (céramique ou alumine en blanc crème, platine iridié en gris métallique).

Parfois en alliage complémentaire avec l'osmium, ils sont présents dans les pointes de plume métallique ou de stylo-plume et dans les assises et pivots d'instruments de précision, comme les paliers de boussole (support d'aiguilles aimantées), dans les systèmes d'injection de réacteurs chimiques.

### Chimie de l'iridium et principales combinaisons
Chauffé au rouge, vers 600 °C, sous un flux d'oxygène, l'iridium donne le dioxyde d'iridium qui se dissocie au-delà de 1 140 °C.
Ir solide cristal, en poudre, chauffée au rouge + O2 gaz  →  IrO2 poudre ou masse solide noire
IrO2 poudre chauffée vers 1 200 °C → Ir solide cristal + O2 gaz
Il existe le dioxyde d'iridium anhydre IrO2 noir, mais aussi le dioxyde d'iridium dihydraté IrO2. H2O bleu indigo, ce dernier redonnant une poudre anhydre noire par chauffage. Il existe aussi l'oxyde d'iridium(III) ou sesquioxyde d'iridium, Ir203.
L'iridium réagit également avec les halogènes à chaud. L'attaque de l'iridium par le fluor est exceptionnellement facile, comparée à la résistance des autres platinoïdes nécessitant des températures d'au moins 300 °C :
Ir solide cristal + 2 F2 gaz  →  IrF4
Elle peut d'ailleurs se poursuivre en obtenant IrF6.
L'attaque du dichlore nécessite de hautes températures, au-delà d'un simple chauffage au rouge. Il est possible d'obtenir le trichlorure d'iridium ou le tétrachlorure d'iridium, mais aussi le monochlorure et le dichlorure d'iridium.
Ir solide cristal, en poudre, chauffée au rouge + 2 Cl2 gaz  →  IrCl4
Sa chimie se caractérise par les degrés d'oxydation principaux -II, -I, III et IV. La liste globale est plus complexe.
Il existe ainsi les chlorures d'iridium(II, III et IV), les bromures d'iridium(II, III et IV), les fluorures d'iridium(III, IV, V et VI), les iodures d'iridium(II, III et IV).
Il y a aussi le sulfure d'iridium(II et IV), le séléniure d'iridium(III), le tellurure d'iridium(III).
Il existe aussi des complexes organométalliques avec Ir(VI) ou Ir(III), par exemple avec l'acétylacétone.

## Analyse
La détection chimique est parfois coûteuse, requérant des quantités appréciables de produit rare. Les méthodes physiques sont communément utilisées, comme le spectre d'émission UV (avec les raies caractéristiques à 322,08 nm et 351,36 nm) et/ou la fluorescence X parfois susceptible de discriminer avec un logiciel performant un mélange de platinoïdes complexes à environ 10 ppm.

## Risques et toxicologie
L'iridium sous sa forme métallique n’est généralement pas toxique du fait de sa non-réactivité chimique, mais ses composés doivent être considérés comme hautement toxiques.